# Microtropis rigida
Microtropis rigida är en benvedsväxtart som beskrevs av Henry Nicholas Ridley. Microtropis rigida ingår i släktet Microtropis och familjen Celastraceae. Inga underarter finns listade.